# 中標津町
中標津町（日语：／ Nakashibetsu chō */?）為日本北海道根室振兴局標津郡的町，位於根室支廳中部區域。當地以酪農業、農業和商業為主，生產馬鈴薯、甜菜、蘿蔔等農產品。境內設有雪印乳業的工廠，並進行牛奶製品的加工。中標津町內也設有町營牧場和北海道立綜合研究機構的根釧農業試驗場。
2005年起，中標津町成為北海道廳的移民促進市町村，致力於推廣道外移民遷入。在2005年的人口普查中為釧路、根室地方中唯一人口增加的地區。
町名源自阿伊努語的「si-pet」，意思為大河。

## 地理
中標津町位於釧路市東北方約100公里、根室市西北方約80公里。南部區域為根釧台地，北部為知床半島的山岳地帶。土壤成分主要為泥炭地和火山灰地，不適合稻作、耕種。當地月平均氣溫最低為一月的-7.3℃，最高為八月的18.0℃。月平均雨量最多為九月的175.9公厘，最低為二月的34.4公厘。屬於亞寒帶氣候。
開墾時期，美國顧問提議之下建成範圍廣大的防風林沿著別海別海町、中標津町、標津町、標茶町分布，保存至今，已於2001年被列入北海道遺產。而中標津機場位於市區北方4公里的位置。

## 人口
| 中標津町人口分布圖 |                                                 |  |
| 中標津町與日本全國年齡別人口分布比較圖 （2005年資料） | 中標津町的年齡、男女別人口分布圖 （2005年資料） |  |
| ■紫色是中標津町 ■綠色是全国 | ■藍色是男性 ■紅色是女性                         |  |
| 中標津町人口變化 \| 1970年 \| 17,090人 \| \| \| 1975年 \| 18,929人 \| \| \| 1980年 \| 21,187人 \| \| \| 1985年 \| 21,675人 \| \| \| 1990年 \| 21,900人 \| \| \| 1995年 \| 22,326人 \| \| \| 2000年 \| 23,179人 \| \| \| 2005年 \| 23,792人 \| \| \| 2010年 \| 23,989人 \| \| \| 2015年 \| 23,774人 \| \| \| 2020年 \| 23,010人 \| \| |                                                 |  |
| 資料來源：日本總務省統計中心提供之人口普查數據 |                                                 |  |
| 1970年 | 17,090人                                        |  |
| 1975年 | 18,929人                                        |  |
| 1980年 | 21,187人                                        |  |
| 1985年 | 21,675人                                        |  |
| 1990年 | 21,900人                                        |  |
| 1995年 | 22,326人                                        |  |
| 2000年 | 23,179人                                        |  |
| 2005年 | 23,792人                                        |  |
| 2010年 | 23,989人                                        |  |
| 2015年 | 23,774人                                        |  |
| 2020年 | 23,010人                                        |  |

中標津町的人口在1950年（昭和25年）設町後持續穩定增長，但在2010年（平成22年）之後，卻以年輕世代為主開始減少。。其原因包括缺乏年輕世代休閒娛樂的場所、儘管當地有許多就業機會，但由年輕人仍傾向於流向札幌都會區或北海道以外的城市地區，以及2010年以前高中畢業後繼續升學的人數較少；但2010年之後，高中畢業後進入大學、短期大學和專門學校的人數越來越多，而這些人在本地就業的人數卻減少。
不過，在2025年（令和7年）5月，中標津町的人口以4人險勝根室市，成為振興局轄區內人口最多的市町村。

## 歷史
最初東北海道包含現在中標津町被稱「東蝦夷地」，1799年時江戶幕府採直轄政策，由松前藩支配和並給予阿伊努族自治的權限。1821年起先後改由會津藩（1859年）、熊本藩（1869年）、佐賀藩（1870年）、仙台藩（1871年）負責，直到1871年廢藩置縣為止。隔年的1872年設置開拓使根室支廳管轄。
由於阿伊努人稱當地河川為「shi·pe」（河川主流的意義），因此在1869年當地被命名為標津郡，屬於根室國的一部分。1879年設置標津村和伊茶仁村戶長役場。沿海區域因漁業而開發較快，相較之下內陸區域則開發較慢，因此在1901年6月，標津村設置了開墾區域，範圍包括了現在的中標津地區。
為了協助開墾，1924年起開始鋪設鐵路，1930年到1937間，位於標津線的起點的中標津週邊人口快速成長，成為附近規模較大的村落。1936年時，一度考慮將標津村公所遷移至中標津地區，但未能在村議會中通過，因此出現分村的主張；直到1946年，中標津村正式從標津村分割獨立設置。1946年分村時人口為9,644人，1950年改制為町時人口達到11,569人。
2003年根室支廳內的四町召開了任意合併協會，其中的中標津町和目梨郡羅臼町並成立了正式的合併協議會，雖然轄區不相連，但開始進行合併的協商，合併後名稱暫定為東知床市。不過在2004年，中標津町的居民公投中反對合併案佔多數（贊成4,385票，反對6,810票），因此合併協議取消，並解散協議會。

### 年表
- 1879年：標津村成立，設置標津郡戶長役場。
- 1911年：開始開墾俵橋地區。
- 1933年：養老牛地區發生暴風雪凍死6人之事故。
- 1934年10月1日：鐵道省標茶線中標津-西別（現在的別海）鋪設完成。
- 1936年10月29日：標茶線計根別-標茶間鋪設完成。
- 1937年10月30日：標茶線計根別-中標津間鋪設完成。標津線全線通車。
- 1946年7月1日：中標津村從標津村分割獨立設置。[11]
- 1950年1月1日：改制為中標津町。
- 1955年：野付郡別海町的部份區域編入。
- 1965年：中標津飛行場改建為中標津機場。
- 1989年4月30日：JR北海道標津線廢線。
- 2003年6月：與羅臼町設置合併協議會
- 2004年：居民合併公投結果，反對合併佔多數。
- 2005年5月1日：合併協議會解散。同年成為北海道『北方大地的移民促進事業』的選定市町村。

## 行政

### 歴任首長

#### 中標津村
- 坂井同：1946年7月1日－1946年9月12日（臨時村長、原北海道根室支廳總務課長）
- 坂井同：1946年9月13日－1948年3月2日（一任）
- 橫田俊夫：1948年－1950年

#### 中標津町
- 橫田俊夫：1950年－1956年（一任）
- 尾崎豐：1956年－1970年（四任、因參選北海道議會議員辭職）
- 村田雄平：1970年－1984年（四任、因參選北海道議會議員辭職）
- 進藤松吉：1984年－1992年（兩任）
- 新出實：1992年9月30日－2004年9月29日（三任）
- 西澤雄一：2004年9月30日－2008年9月29日（一任）
- 小林實：2008年9月30日－2016年9月29日（兩任）
- 西村穣：2016年9月30日－現任（三任）

## 產業
中標津町為根室支廳中部的商業城鎮，酪農業和農業亦發達。2000年的產業人口統計中：農林魚牧相關產業1,618人、加工製造相關產業3,006人、服務相關產業7,628人、公務人員402人，共計12,671人。
中標津町的農業以酪農業為主，農耕地包括23,000 公頃種植牧草，以及 1,100 公頃種植馬鈴薯、甜菜、蘿蔔等作物。町內約有39000頭乳牛，農戶多為機械化程度高的大規模經營，利用農業工作外包（農作業委託）和酪農幫手制度，過著相對寬裕的農業生活。
位於北海道東部的中心地帶，中標津町為周邊地區的產業重鎮。中標津機場則讓中標津町為通往知床半島、摩周湖、阿寒湖、釧路濕原等地的觀光門戶。中標津町的「試行居住」移居體驗計畫成果也是北海道內數一數二的。

## 交通

### 機場
- 中標津機場

### 鐵路
- 目前轄區無鐵路經過，距離最近的車站為：
  - 標茶町的北海道旅客鐵道釧網本線標茶站
  - 根室市的北海道旅客鐵道根室本線厚床站
- 標津線：已於1989年4月30日廢線，曾在中津標町內設置已下車站：
  - 標津線本線：計根別站 - 開榮站 - 當幌站 - 中標津站 -（東標津信號場）- 上武佐站
  - 標津線支線：中標津站 - 協和站

### 道路
| 一般國道 - 國道272號 主要地方道 - 北海道道8號根室中標津線 - 北海道道13號中標津標茶線 - 北海道道69號中標津空港線 - 北海道道150號摩周湖中標津線 | 道道 - 北海道道311號中西別計根別線 - 北海道道505號養老牛計根別停車場線 - 北海道道669號中標津停車場線 - 北海道道774號川北中標津線 - 北海道道775號上武佐計根別停車場線 - 北海道道833號俣落西5條線 - 北海道道885號養老牛虹別線 - 北海道道975號開陽川北線 |

## 觀光景點
- 開陽台（擁有330視野的展望台）
- 養老牛溫泉（石膏食鹽泉）

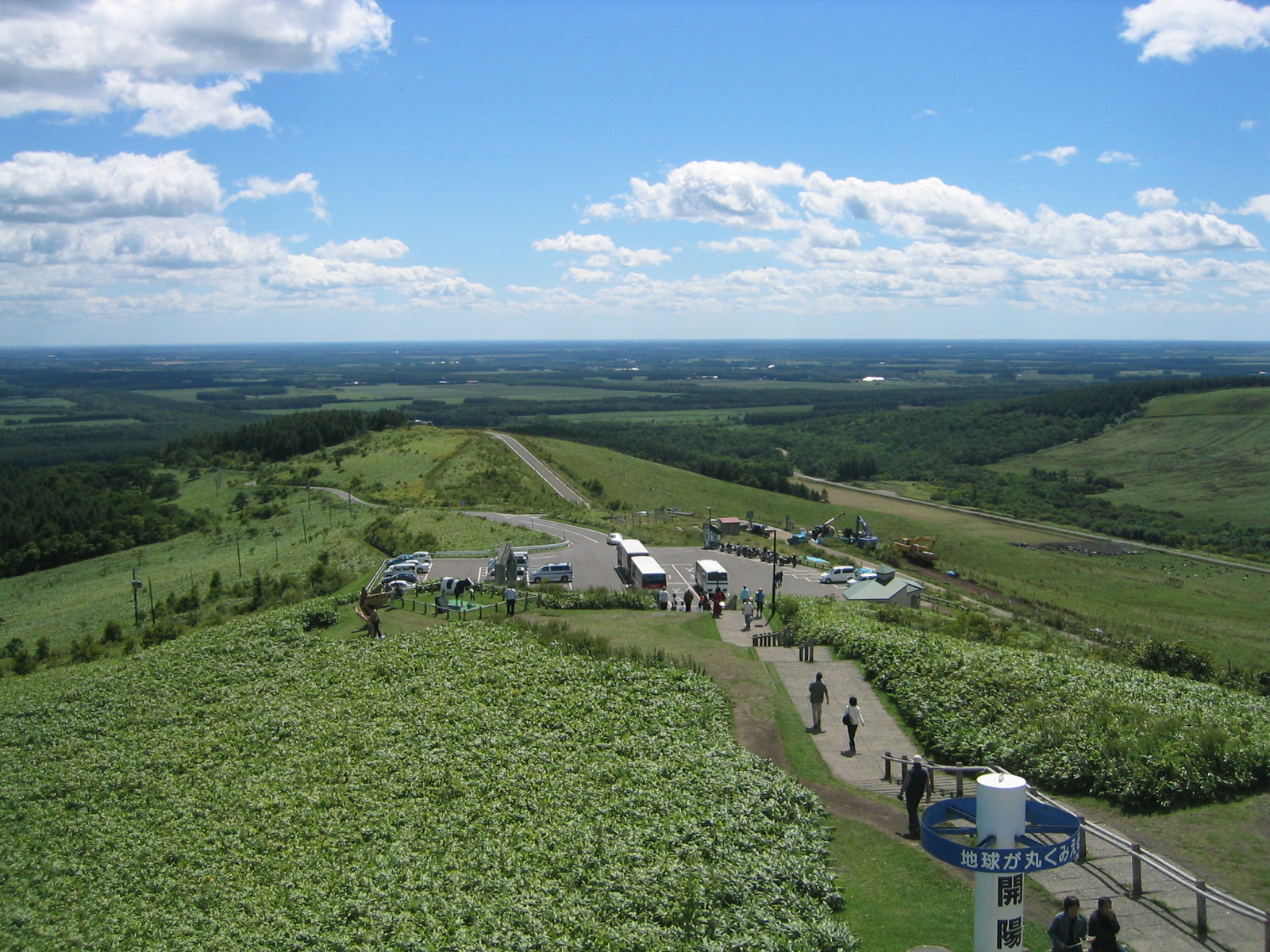
開陽台

- 中標津溫泉（含鹽硫磺泉，市區內的溫泉即為此源泉）
- 道立ゆめの森公園
- 中標津町綠丘森林公園
- 根釧台地的格子狀防風林
- 牛奶路

## 教育

### 高等學校
| - 道立北海道中標津高等學校 | - 町立北海道中標津農業高等學校 |

### 中學校
| - 中標津町立中標津中學校 - 中標津町立廣陵中學校 - 中標津町立計根別中學校 | - 中標津町立俣落小中學校 - 中標津町立武佐小中學校 |

### 小學校
| - 中標津町立中標津小學校 - 中標津町立中標津東小學校 - 中標津町立丸山小學校 - 中標津町立開陽小學校 - 中標津町立俵橋小學校 - 中標津町立西竹小學校 | - 中標津町立若竹小學校 - 中標津町立養老牛小學校 - 中標津町立計根別小學校 - 中標津町立俣落小中學校 - 中標津町立武佐小中學校 |

### 特殊學校
- 北海道中標津高等養護學校

## 姊妹市・友好都市

### 日本
- 川崎市（神奈川縣）－1993年7月締結友好都市協定。

## 本地出身的名人
- 佐佐木讓（作家，出身於夕張市，現居住於中津標町）
- 阿部俊明（口足畫家）